# Myndus spanglerorum
Myndus spanglerorum är en insektsart som beskrevs av Kramer 1979. Myndus spanglerorum ingår i släktet Myndus och familjen kilstritar. Inga underarter finns listade i Catalogue of Life.